# 延斯·吕罗斯·奥夫特布罗
延斯·吕罗斯·奥夫特布罗（挪威語：Jens Lurås Oftebro，2000年7月21日—），挪威男子北欧两项运动员。他曾代表挪威参加2022年冬季奥林匹克运动会北欧两项比赛，获得一枚金牌和一枚银牌。